# Subhuman Race
Subhuman Race (estilizado como sUBHUMAN rACE) é o terceiro álbum de estúdio da banda Skid Row, lançado em Março de 1995. Subhuman Race foi o último álbum gravado com o vocalista Sebastian Bach e o baterista Rob Affuso. As faixas vão desde as rápidas e agressivas "Bonehead" e "Subhuman Race", as baladas como "Breakin' Down", passando pelas de meio tempo como "Iron Will" ou para a sacarina "Firesign".
Subhuman Race alcançou a 35ª posição na tabela Billboard 200. Apesar de conseguir o estatuto de ouro e de ter boas criticas, não teve tanto sucesso como os dois primeiros álbuns da banda. Algumas faixas do álbum foram remisturadas para a compilação 40 Seasons: The Best of Skid Row, dando mais ligeireza, misturas mais limpas para encaixar bem com as outras faixas. Para promover Subhuman Race, Skid Row suportou Van Halen na digressão norte americana.
A canção "Breakin' Down" fez parte da banda sonora oficial do filme The Prophecy (1995).

## Faixas
Todas as faixas por Rachel Bolan, Scotti Hill e Dave Sabo, exceto onde anotado.
1. "My Enemy" (Rob Affuso, Rachel Bolan, Scotti Hill) – 3:38
2. "Firesign" (Sebastian Bach, Bolan, Hill, Dave Sabo) – 4:54
3. "Bonehead" (Bolan, Sabo) – 2:16
4. "Beat Yourself Blind" – 5:02
5. "Eileen" (Affuso, Bach, Bolan, Snake) – 5:36
6. "Remains to be Seen" – 3:34
7. "Subhuman Race" – 2:40
8. "Frozen" (Bolan, Snake) – 4:43
9. "Into Another" (Bolan, Snake) – 4:02
10. "Face Against My Soul" (Affuso, Bach, Bolan, Snake) – 4:20
11. "Medicine Jar" – 3:36
12. "Breakin' Down" (Snake) – 4:30
13. "Ironwill" (Affuso, Bolan, Hill, Snake) – 7:43

### Banda
- Sebastian Bach – voz
- Scotti Hill – guitarra
- Dave "The Snake" Sabo – guitarra
- Rachel Bolan – baixo
- Rob Affuso – bateria